# Reinhold Stephanes
Reinhold Stephanes GOMM • GOMA (Porto União, 13 de agosto de 1939) é um economista e político brasileiro filiado ao Partido Social Democrático (PSD), atual secretário de Gestão Pública do Paraná. Foi ministro da Agricultura, do Trabalho e da Previdência Social durante os governos Collor, Fernando Henrique Cardoso e Lula.

## Vida pessoal
Descendente de alemães, Reinhold Stephanes é filho de Oswald Stephanes e Lili Schumann Poll Stephanes, pequenos produtores rurais do Paraná. Seus pais migaram de Rio Negro para Santa Catarina e Reinhold nasceu na região de Porto União. Fala a língua portuguesa e alemã. Foi criado em União da Vitória, e com dez anos de idade mudou-se para Rio Negro e, aos doze anos, fixou residência em Curitiba, indo morar no internato da Escola Técnica de Curitiba.
Aos dezoito anos ingressou no Exército, ficando lá por cinco anos, primeiro como soldado, depois como cabo. Já em 1963 formou-se em economia pela Universidade Federal do Paraná (UFPR) e especializou-se em desenvolvimento econômico, pela CEPAL/ONU no mesmo ano. Em 1966 concluiu especialização em administração pública na Alemanha.
É pai de Reinhold Stephanes Junior, economista, ex-deputado estadual e que atualmente ocupa o mandato de deputado federal suplente pelo PSD.

## Vida pública
Stephanes iniciou sua vida pública em Curitiba na década de 1960. Em 1963 foi assistente técnico em administração da Diretoria Central de Orçamento do governo do estado do Paraná. Foi assessor econômico do Departamento de Fazenda da Prefeitura de Curitiba em 1964. Já em 1965 foi supervisor de Planejamento Econômico e Social, do Gabinete do prefeito de Curitiba. Foi também designado para trabalhar na equipe inicial de elaboração do Plano Diretor de Curitiba. 
Em 1966 foi nomeado Secretário Municipal da Fazenda de Curitiba, cargo que ocupou até 1967 na gestão do prefeito Ivo Arzua Pereira. Ainda na prefeitura de Curitiba, foi Inspetor-Geral de Finanças, de 1967 a 1970.
Em Curitiba também atuou como professor universitário, sendo docente da Universidade Católica do Paraná, de 1966 a 1967.
Stephanes trabalhou no Ministério da Agricultura durante oito anos, no início dos anos 1970.
Foi Subsecretário de Planejamento e Orçamento e Secretário-Geral Substituto, do Ministério da Agricultura, entre 1970 e 1973. Foi nomeado diretor do Instituto Nacional de Colonização e Reforma Agrária (INCRA), onde atuou de 1970 a 1973, durante o governo de Emílio Garrastazu Médici.

Reinhold Stephanes em 1975.

Foi Secretário de Apoio, do Ministério da Educação (MEC), em 1974, na gestão de Ney Braga (1974-1978), e Presidente do antigo Instituto Nacional de Previdência Social (INPS) de 1974 a 1979, durante o governo de Ernesto Geisel.
Foi secretário da Agricultura do Paraná entre 1979 e 1981, no governo de Ney Braga e atuou como coordenador da comissão de criação da EMBRAPA. Foi ministro do Trabalho e Previdência Social (1992) e ministro da Previdência e Assistência Social (1995 - 1998). Em julho de 1992, como ministro do Trabalho, Reinhold foi admitido pelo presidente Fernando Collor à Ordem do Mérito Militar no grau de Grande-Oficial especial.
Foi nomeado Presidente do Banco do Estado do Paraná, ocupando a presidência do ano de 1999 a 2000. Foi Secretário Estadual da Administração e Previdência do Paraná, de 2003 a 2004, durante o governo de Roberto Requião. Foi Secretário de Estado do Planejamento e Coordenação Geral do Paraná, de 2004 a 2006, também no governo de Requião.
Em 22 de março de 2007, foi nomeado Ministro da Agricultura, Pecuária e Abastecimento do segundo Governo Lula. Em 31 de março de 2010 deixou o Ministério para concorrer novamente ao cargo de Deputado federal, tendo sido reeleito, pelo PMDB, com 95.147 votos.
De 2013 a 2014 assumiu como Chefe da Casa Civil do Governo do Paraná, durante o governo de Beto Richa. Ainda no governo Richa foi nomeado Secretário da Administração, ocupando o cargo de 21 de março de 2016 até 18 de outubro de 2016.

### Câmara dos Deputados

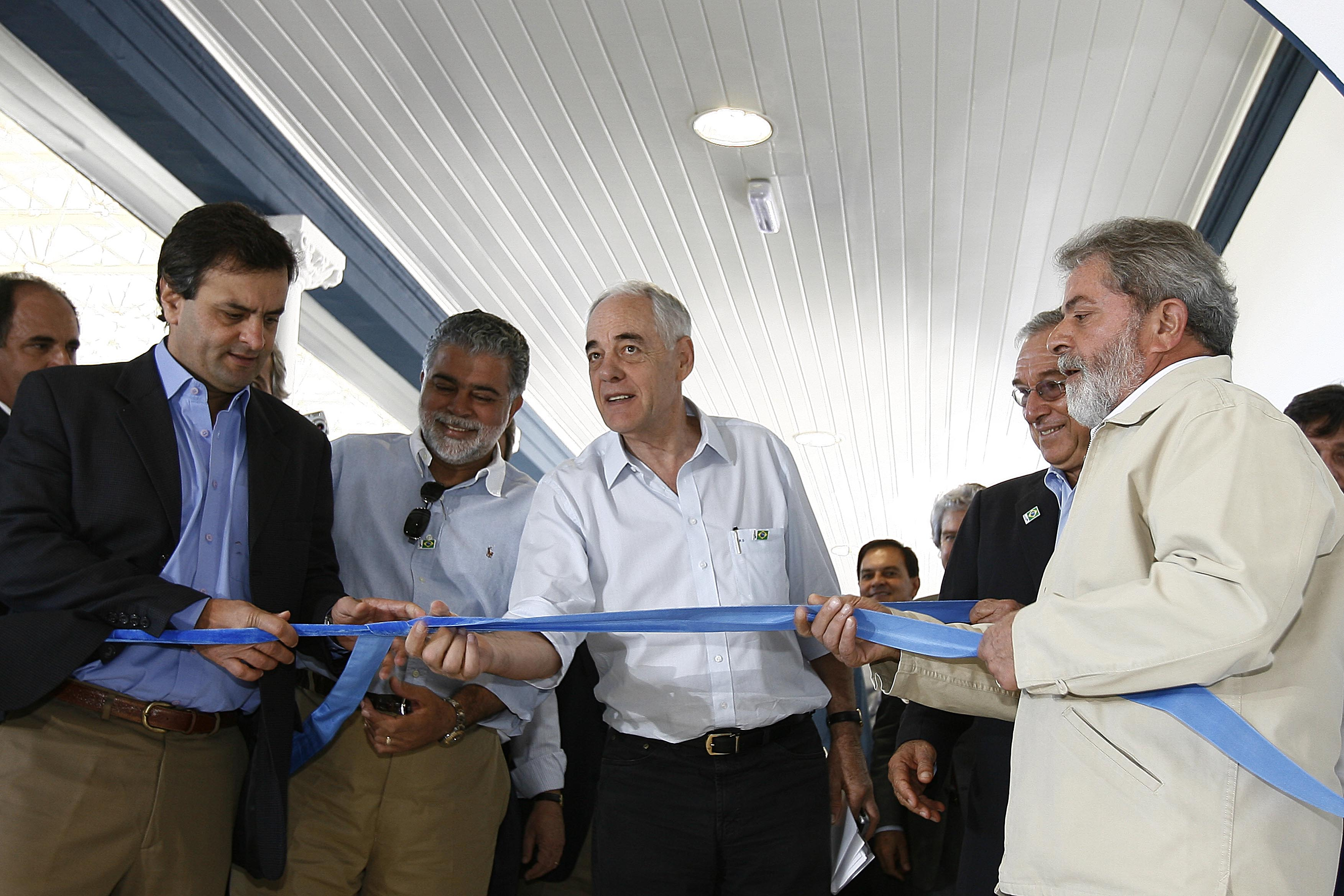
Stephanes ao lado de Anderson Adauto, prefeito de Uberaba, Aécio Neves e Lula, na abertura da 73ª ExpoZebu, em Uberaba.

Foi deputado federal, nos períodos de 1979-1983, pela extinta Aliança Renovadora Nacional (ARENA), 1983-1987, pelo PDS, 1991-1995, pelo PFL; 1995-1999, também pelo PFL; 2005-2006, pelo PMDB, tendo sido reeleito para a legislatura 2007-2011, também pelo PMDB.
Na eleição de 2014, obteve 78.064 votos e não conseguiu se eleger para o terceiro mandato seguido. Assumiu o mandato como segundo suplente em 15 março de 2016, permaneceu por apenas 1 dia para assumir uma Secretária de Estado no governo Beto Richa.
Em 2016 foi denunciado pela participação no Escândalo das passagens aéreas, ocorrido quando era deputado federal em 2009. Teria continuado usufruindo da cota de passagens aéreas de que tinha direito como deputado, depois de ser nomeado ministro, apesar do Ato 42 da Mesa da Casa, de 2000, afirmar que os deputados não podem utilizar a cota enquanto seus suplentes estiverem em exercício.

## Obras publicadas
- O programa de integração nacional e a colonização da Amazônia. Brasília: [s.n.], 1972.
- Notas sobre a agricultura brasileira. Brasília: SUPLAN, 1973.
- A previdência social urbana e o INPS. [S.I.: s.n.], 1976.
- Política social e previdência social no Brasil. Rio de Janeiro: [s.n.], 1977.
- Previdência social e distribuição de renda. Rio de Janeiro: [s.n.], 1978.
- Agricultura paranaense. Curitiba: [s.n.], 1980.
- A opção pela agricultura paranaense. Curitiba: [s.n.], 1981.
- Previdência social: um problema gerencial. Rio de Janeiro: Lidador, 1984.
- Previdência social: uma solução gerencial e estrutural. Porto Alegre: Síntese, 1993.
- Reforma da previdência sem segredos. Rio de Janeiro: Record, 1998.